# Grzegorz Szerszenowicz
Grzegorz Szerszenowicz (ur. 15 stycznia 1945 w Białowieży, zm. 3 listopada 2020 w Białymstoku) – polski piłkarz i trener piłkarski oraz dziennikarz.
Syn Stanisława i Natalii. Ukończył studia w Akademii Wychowania Fizycznego w Warszawie i SGPiS w Warszawie.

## Kariera piłkarska
Jako bramkarz grał w takich klubach jak: Cresovia Gołdap, AZS-AWF Warszawa, Broń Radom, Jagiellonia Białystok i Mazur Ełk.

## Kariera trenerska
Trenował wiele zespołów, m.in. Mazura Ełk, Włókniarza Białystok, Sokoła Sokółka, Wigry Suwałki, MZKS Wasilków, Warmię Grajewo, Spartę Szepietowo, Spartę Augustów, Tura Bielsk Podlaski i Olimpię Zambrów, oraz zespoły z I ligi: Zagłębie Lubin, Lecha Poznań, Jagiellonię Białystok i Bałtyk Gdynia (II trener). Był także trenerem tunezyjskiego CSS Sfax i amerykańskiego FC Lindenhurst.
Do lipca 2011 pełnił funkcję asystenta trenera Sokoła Sokółka.

## Sukcesy

### Trenerskie

#### Lech Poznań
- Puchar Polski (1): 1987/88

## Odznaczenia
- 2012 - medal za pracę w Lechu Poznań z okazji 90-lecia poznańskiej drużyny[4].